# Maria Hemelvaartkerk (Winksele)

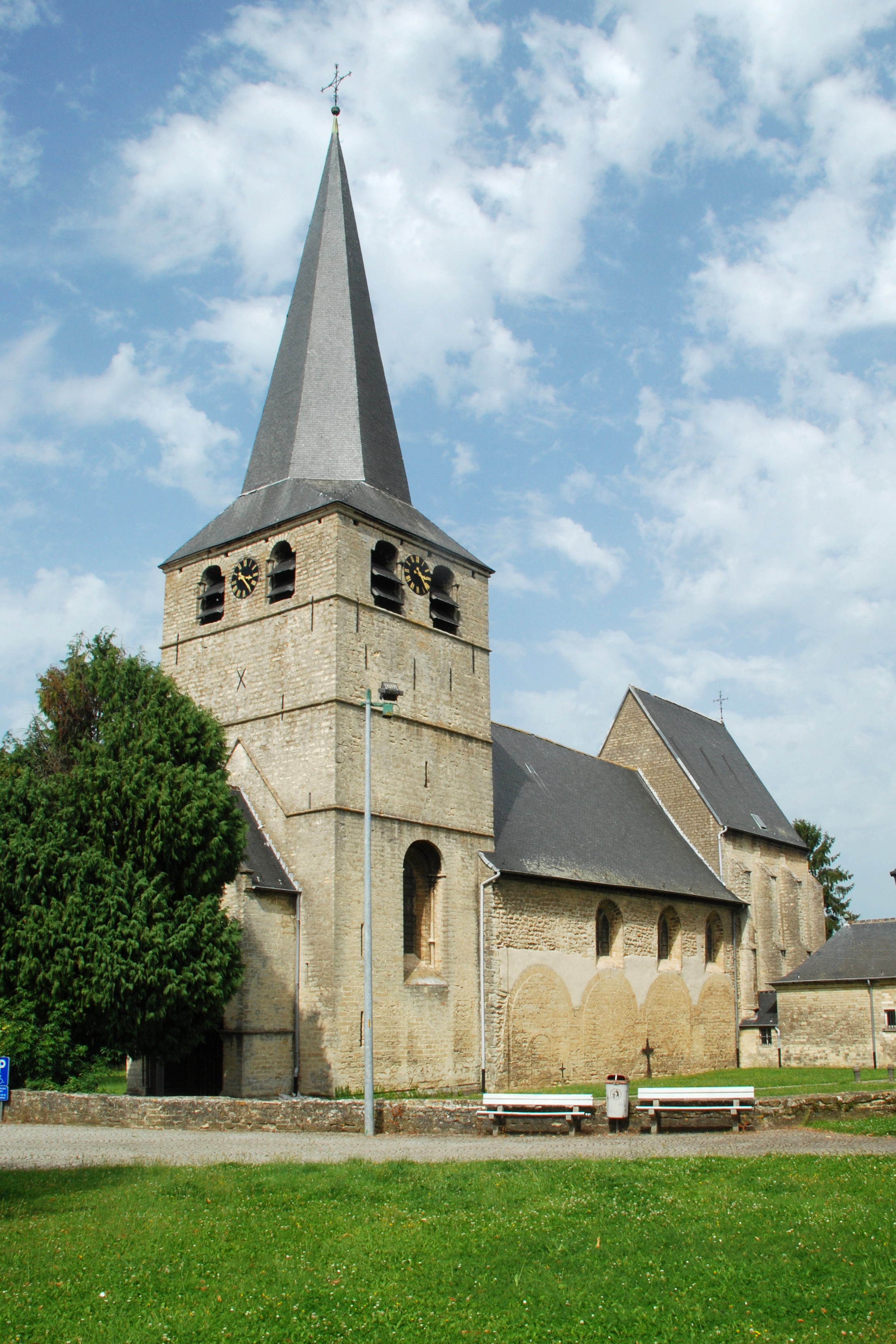
Maria Hemelvaartkerk in Winksele

De Maria Hemelvaartkerk in de Belgische plaats Winksele heeft vierkante pijlers en een toren in zandsteen. De romaanse middenbeuk werd gelijktijdig met de toren opgetrokken in de 12de eeuw. De versterkte westertoren is typisch voor de parochiekerken van het prinsbisdom Luik. In het midden van de 13de eeuw bouwde men een voorportaal met een rondboogdeur. 
In de 13de eeuw werd Winksele een belangrijk bedevaartsoord waar bezetenen naartoe kwamen. 
De kerk is in 1938 erkend als beschermd monument en werd onder andere in 1966-1968 gerestaureerd. De recentste restauratie begon in april 2017.